# Davide Moro
Davide Moro (né le 2 janvier 1982 à Tarente, dans la province de Tarente, région des Pouilles en Italie) est un footballeur italien évoluant au milieu de terrain avant de devenir entraîneur.

## Biographie
Bien qu'ayant évolué dans plusieurs clubs différents, Davide Moro a longtemps appartenu à son club formateur, l'Empoli FC, qui a cédé trois fois le joueur en prêt. 
Tout d'abord, le joueur est prêté à Sangiovannese puis au Varese FC pour s'aguerrir. Après être devenu un titulaire indéboulonnable (que ce soit en Serie A tout comme en Serie B) avec le club toscan, il est prêté avec option d'achat (à hauteur de 2 M d'€) à un autre club toscan, l'AS Livourne.